# La chimera (film)
La chimera è un film del 2023 scritto e diretto da Alice Rohrwacher.
Il film è stato presentato in concorso alla 76ª edizione del Festival di Cannes per la Palma d'oro, venendo riconosciuto con il Premio AFCAE. La critica cinematografica italiana e internazionale ne ha apprezzato la regia, fotografia e la capacità attoriale del cast, venendo inserito tra i cinque migliori film stranieri dalla National Board of Review del 2023.
La chimera è stato presentato in concorso in numerosi festival internazionali, ottenendo premi al Chicago International Film Festival, al Valladolid International Film Festival e al Telluride Film Festival, e vincendo l'European Film Awards per la miglior scenografia. Ai David di Donatello del 2024, il film ha ricevuto tredici candidature, pur non vincendo nessun premio.

## Trama
Tuscia, anni '80, a Riparbella un gruppo di tombaroli si guadagna da vivere trafugando reperti etruschi. Tra di loro vi è anche Arthur, giovane inglese, che ha la capacità soprannaturale di percepire il punto in cui si trovano antiche tombe etrusche. Dopo essere stato arrestato durante una spedizione, rientra in paese e riprende i rapporti con la banda di tombaroli con cui aveva già lavorato in passato. Nel frattempo, nonostante sia ancora legato alla defunta amata Beniamina,una delle figlie di Flora, un'anziana che dà lezioni di canto, Arthur conosce e inizia una relazione con Italia, una ragazza brasiliana al servizio della stessa Flora. Arthur guida la banda di tombaroli a ritrovare un corredo funerario che gli permette di saldare almeno in parte il suo debito con Spartaco, un ricettatore di reperti archeologici. La banda di tombaroli, grazie alle capacità di Arthur, effettua un secondo ritrovamento, stavolta molto più remunerativo. Italia, che è con loro, minaccia di chiamare la polizia se non smettono di profanare quel luogo sacro, ma viene allontanata. 
Entrati tutti nella camera sepolcrale, trovano la statua di una dea che potrebbe renderli ricchi. Mentre sono nel sottosuolo, si accorgono che sono sopraggiunte sul posto due auto dotate di girofaro. Credendo si tratti delle forze dell'ordine informate da Italia, sono costretti a scappare, portando con loro solo la testa della statua, che avevano staccato con l' intenzione di portare fuori la statua dividendola in pezzi. Successivamente, Arthur e il resto della banda scoprono che le automobili erano solamente camuffate; in realtà, erano altri tombaroli che lavoravano per Spartaco e che hanno portano al ricettatore la preziosa statua senza testa. Scoperto l'imbroglio, la banda raggiunge il panfilo di "Spartaco", che in realtà è una donna tedesca, nel momento in cui sta battendo all'asta per alcuni ricchi compratori la statua, e, nell'accesa discussione che ne deriva, Arthur, tenendo in considerazione più la sua bellezza che il valore economico, getta la testa di marmo nel lago. 
Ormai isolato, si ricongiunge brevemente con Italia (che ormai vive alla stazione abbandonata con altra gente perché cacciata da Flora che ha scoperto che teneva in casa sua i due figli) per poi tornare a fare il tombarolo con un altro gruppo, attività che evidentemente lo fa sentire vicino alla defunta Beniamina. Effettua un ennesimo ritrovamento, ma, mentre scende sotto terra facendosi luce con una candela, un crollo improvviso copre la buca d'accesso. Dopo alcuni istanti di buio, durante i quali le voci degli altri tombaroli rimasti fuori si fanno sempre più tenui sino al silenzio assoluto, riappare Arthur, forse morto, che accende la candela e si addentra nella camera sepolcrale fino a trovare un filo rosso che pende dal soffitto. Si tratta dello stesso filo rosso che all'inizio del film, dipanandosi dal vestito di Beniamina, rimane impigliato nel suolo. Arthur lo tira verso il basso e, dal punto del soffitto da cui esce il filo, si apre un baluginio di luce.

## Produzione
Alice Rohrwacher ha ideato il film come il terzo e ultimo capitolo di una trilogia iniziata con Le meraviglie nel 2014 e proseguita con Lazzaro felice nel 2018, intenta a investigare il nostro rapporto con il passato. Per la prima volta, la regista ha optato per un cast internazionale e le riprese sono iniziate nel Lazio nel febbraio 2022. Il lungometraggio è stato girato nel Lazio settentrionale (fra Tarquinia, Blera, San Lorenzo Nuovo e Civitavecchia) e nella Toscana meridionale (fra Montalcino, Ferrovia Asciano-Monte Antico e Torrenieri), mentre la scena della stazione è stata girata a Gallese, in provincia di Viterbo, nella dismessa stazione Rfi di Gallese Bassanello rinominata per il film "Riparbella".
Il film è costato circa 9,6 milioni di euro.

## Promozione
La prima clip del film è stata pubblicata online il 22 maggio 2023.

## Distribuzione
Il film è stato presentato in anteprima il 26 maggio 2023 in concorso al 76º Festival di Cannes. È uscito nelle sale cinematografiche italiane giovedì 23 novembre 2023.

## Accoglienza

### Incassi
Nel fine settimana di apertura, compreso tra il 23 e il 24 novembre, il film ha incassato al botteghino €11.653, con 1.458 spettatori. Al 20 dicembre, ha incassato 662329 €, con 96759 biglietti venduti.

### Critica
Il film è stato accolto in maniere generalmente positiva dalla critica cinematografica italiana e internazionale, ottenendo su Rotten Tomatoes il 94% delle 138 recensioni positive, con un voto medio di 8.2/10, e su Metacritic  un punteggio medio di 91/100 basato su 31 recensioni. Il progetto cinematografico è stato ritenuto tra i migliori progetti cinematografici italiani del 2023, Panorama ha classificato il film al secondo posto tra i migliori dell'anno, Rolling Stone Italia al quarto e Cinematographe al terzo. Del film è stata apprezzata inoltre la capacità attoriale di Josh O'Connor, Isabella Rossellini, Vincenzo Nemolato e Carol Duarte.
Peter Bradshaw del The Guardian ha assegnato al film 5 stelle su 5, riportando che il film «occupa totalmente il proprio spazio narrativo», che descrive «un senso struggente dell'Italia come scrigno di glorie passate, una cultura necropolitana di antica eccellenza», attraverso la regia «esilarante e celebrativa nel suo stile assolutamente distintivo». Sempre il Guardian ha inserito La Chimera al sesto posto nella sua classifica dei 50 migliori film usciti nel 2024 nel Regno Unito. Guy Lodge di Variety apprezza la capacità della regia e della fotografia, scrivendo che le scelte stilistiche «denotano il senso transitorio della realtà del film stesso, e gli stati di pragmatismo terreno e di rêverie luttuosa» del protagonista, attraverso una narrazione che «sfiora il trascendentale senza immergersi nel favolismo».
Paola Casella di MYmovies.it ha definito il film «completamente libero» come la regista, che attraverso le scelte del formato della cinepresa si pone «come unico imperativo l'aderenza totale alla storia e ai personaggi», trovando riferimenti da cinema muto, oltre che di Pier Paolo Pasolini e Federico Fellini. Anche Alessandro De Simone di Ciak riporta che sia visibile «una struttura dichiaratamente pasoliniana» in cui inserisce «una calcolata anarchia narrativa e nella messa in scena», trovandolo nel complesso «semplicissimo, il caos è ordinato, affascinante e magico», sebbene «lo sarebbe potuto essere di più». Andrea Chimento de Il Sole 24 Ore ha descritto il progetto come «l’operazione più ambiziosa e profonda» di Rohrwacher, che sebbene «nella parte centrale giri troppo a vuoto», risulta essere «un film intrigante ed enigmatico, dotato di un’atmosfera simbolica che lo rende un lungometraggio meritevole di essere pensato e digerito».

## Riconoscimenti
- 2024 – David di Donatello[7]
  - Candidatura al miglior film
  - Candidatura alla miglior regia a Alice Rohrwacher
  - Candidatura alla migliore sceneggiatura originale a Alice Rohrwacher, Marco Pettenello e Carmela Covino
  - Candidatura al miglior produttore
  - Candidatura al miglior attore protagonista a Josh O'Connor
  - Candidatura alla miglior attrice non protagonista a Alba Rohrwacher
  - Candidatura alla miglior attrice non protagonista a Isabella Rossellini
  - Candidatura al miglior autore della fotografia a Hélène Louvart
  - Candidatura alla miglior scenografia a Emita Frigato e Rachele Meliadò
  - Candidatura ai migliori costumi a Loredana Buscemi
  - Candidatura alla miglior acconciatura a Daniela Tartari
  - Candidatura al miglior montaggio a Nelly Quettier
  - Candidatura al miglior suono

- 2023 – Festival di Cannes[37]
  - Premio AFCAE Art House Cinema Award a Alice Rohrwacher
  - Premio Dog Palm - Mutt Moment
  - In concorso per la Palma d'oro

- 2023 – Chicago International Film Festival[3]
  - Silver Hugo alla migliore fotografia
  - Silver Hugo al miglior cast
  - Candidatura al Gold Hugo
- 2023 – Ciak d'oro[38]
  - Candidatura al miglior film drammatico
  - Candidatura alla miglior regia a Alice Rohrwacher

- 2023 – European Film Awards[6]
  - Miglior scenografia a Emita Frigato
  - Candidatura al miglior attore a Josh O'Connor
- 2024 – Globo d'oro[39]
  - Candidatura alla migliore regista a Alice Rohrwacher
- 2025 – London Critics Circle Film Awards[40]
  - Candidatura al film dell'anno
  - Candidatura al film in lingua straniera dell'anno
  - Candidatura alla miglior interpretazione di un attore britannico dell'anno a Josh O'Connor
- 2024 – Nastro d'argento[41]
  - Miglior attrice non protagonista a Isabella Rossellini
  - Premio Guglielmo Biraghi a Yile Yara Vianello
  - Candidatura al miglior film
  - Candidatura alla miglior regista a Alice Rohrwacher
  - Candidatura alla miglior sceneggiatura a Alice Rohrwacher, Marco Pettenello e Carmela Covino
  - Candidatura ai migliori costumi a Loredana Buscemi
  - Candidatura al miglior casting director

- 2023 – National Board of Review Award[42]
  - Migliori cinque film stranieri dell'anno

- 2023 – Telluride Film Festival[5]
  - Silver Medallion Award

- 2023 – Valladolid International Film Festival[4]
  - Silver Spike Award
  - Candidatura al Golden Spike Award

## Casi mediatici
Nel dicembre 2023 la regista del film e l'attore Josh O’Connor hanno pubblicato un videomessaggio contenente un appello per chiedere un aumento delle sale cinematografiche disposte a proiettare la pellicola. Successivamente all'attenzione mediatica del videomessaggio, La Chimera è stato riprogrammato in numerose sale cinematografiche italiane, divenendo il primo incasso in molte sale delle più grandi città italiane tra cui Milano, Roma, Bologna, Torino e Firenze.
In un articolo pubblicato su Il Post è stato fatto notare che l'obiettivo primario del film fosse quello di essere visionato come esempio del cinema italiano nei festival internazionali, a discapito degli effettivi incassi al botteghino. The Hollywood Reporter Roma ha associato l'atteggiamento dei cinema italiani simile a quello tenuto nei confronti del film Misericordia di Emma Dante, anch'esso partecipante in concorso in festival internazionali.